# Hidrografía de la isla Grande de Tierra del Fuego
La hidrografía de la isla Grande de Tierra del Fuego es el estudio de los cuerpos de agua o las cuencas hidrográficas ubicadas en la isla compartida por Chile y Argentina
En Chile se contabilizan también en este grupo a los cuerpos de agua de la isla Dawson, como el río Santa Ludgarda..

Cuencas hidrográficas en la isla.

## Fuentes y mapas

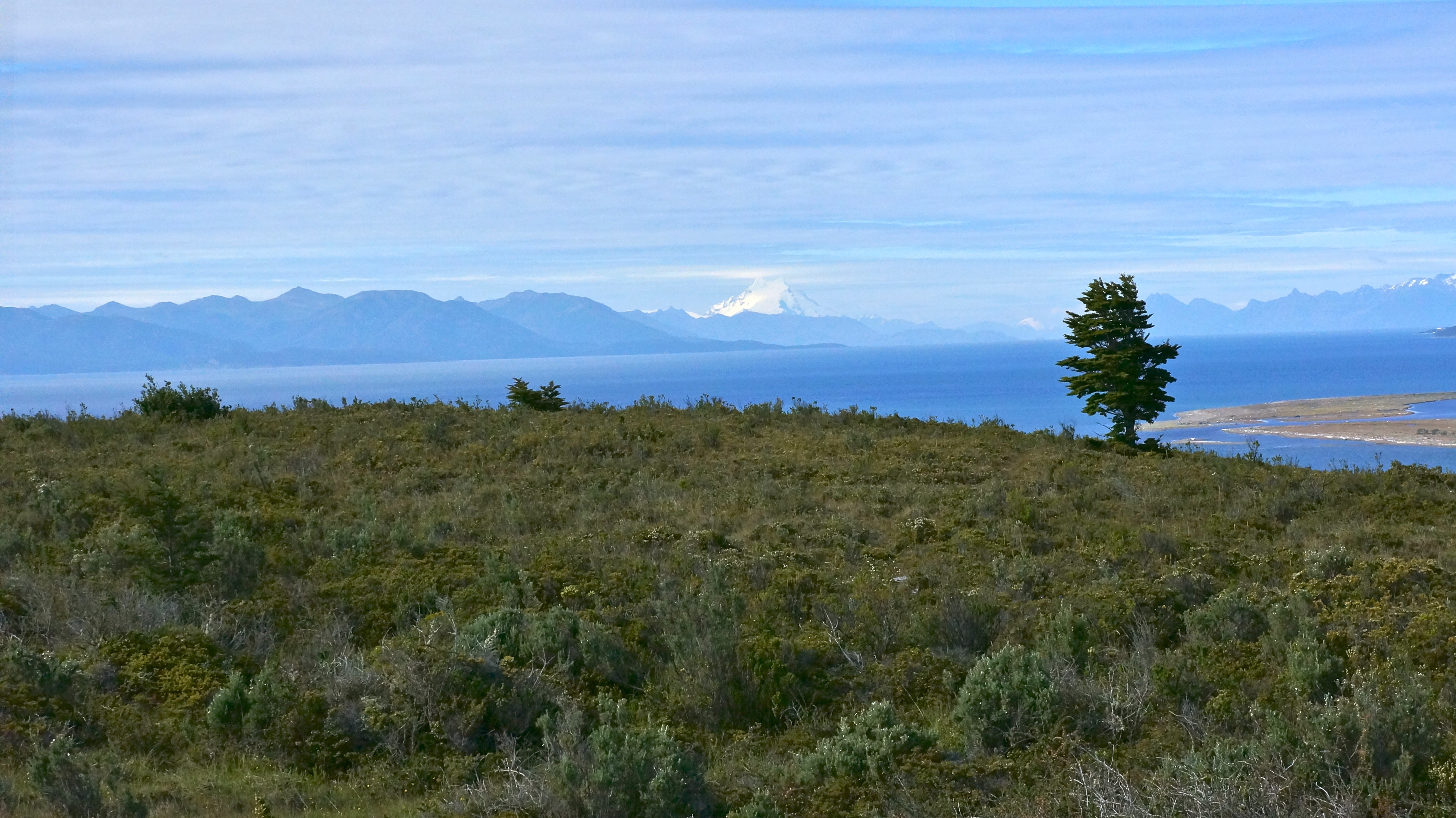
El monte Sarmiento en la distancia.

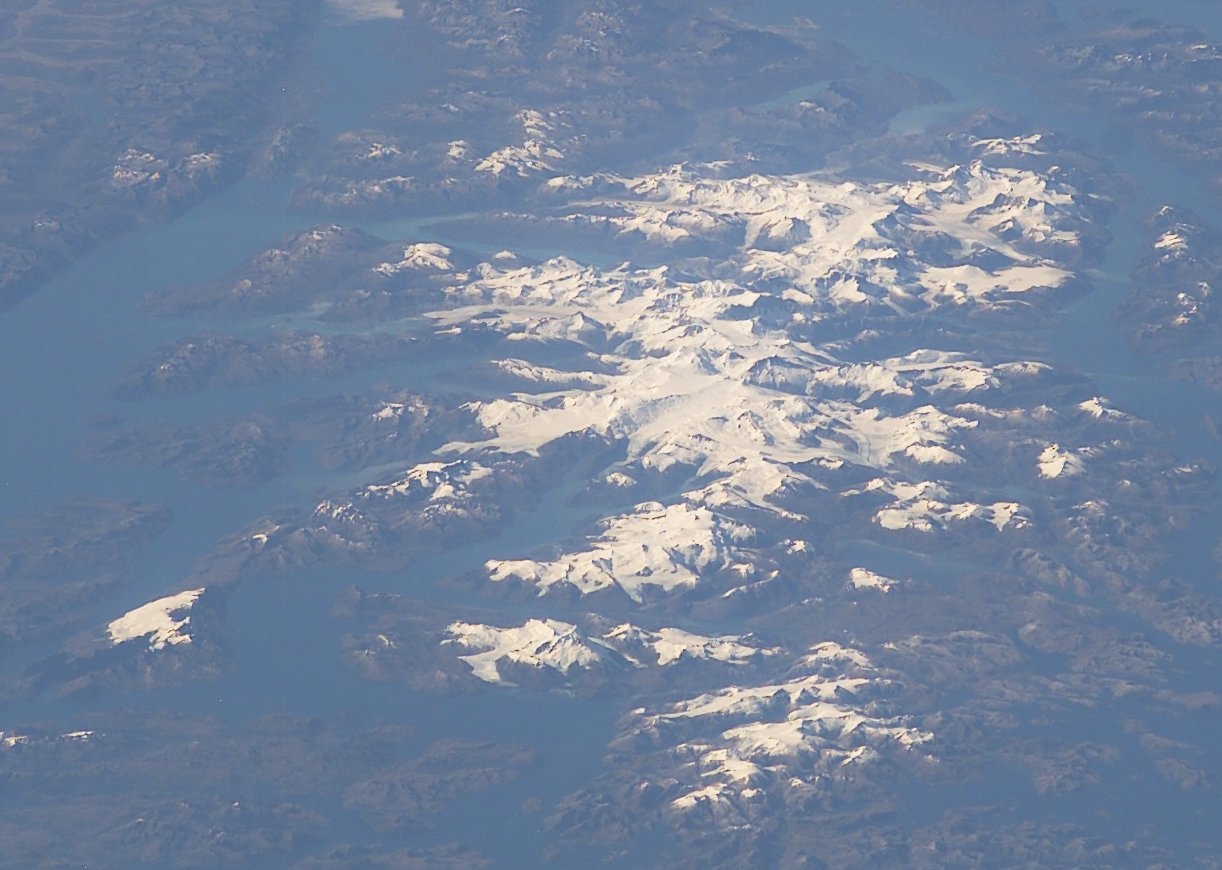
Cordillera Darwin.

## Población

División político-administrativa de la isla. Las entidades administrativas de tercer orden son en Chile las comunas y en Argentina los departamentos.

## Tipos de cuencas

División de la isla según tipos de cuencas.

#### Cuenca del río Chico

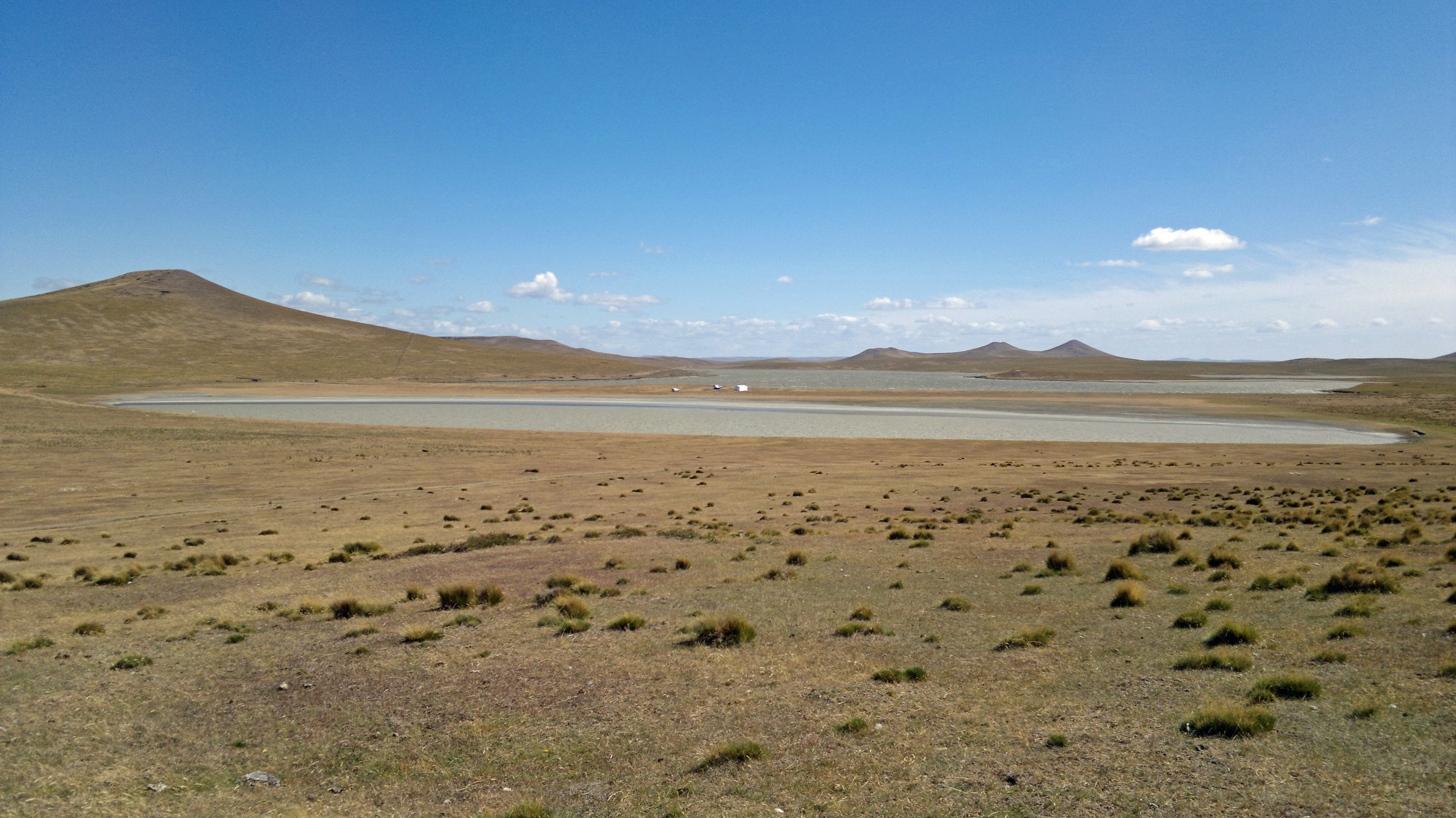
El poblado de Las Vueltas, en las cercanías del río Chico.

#### Cuencas en la cordillera de Darwin

Glaciares en la cordillera Darwin.

## Clima

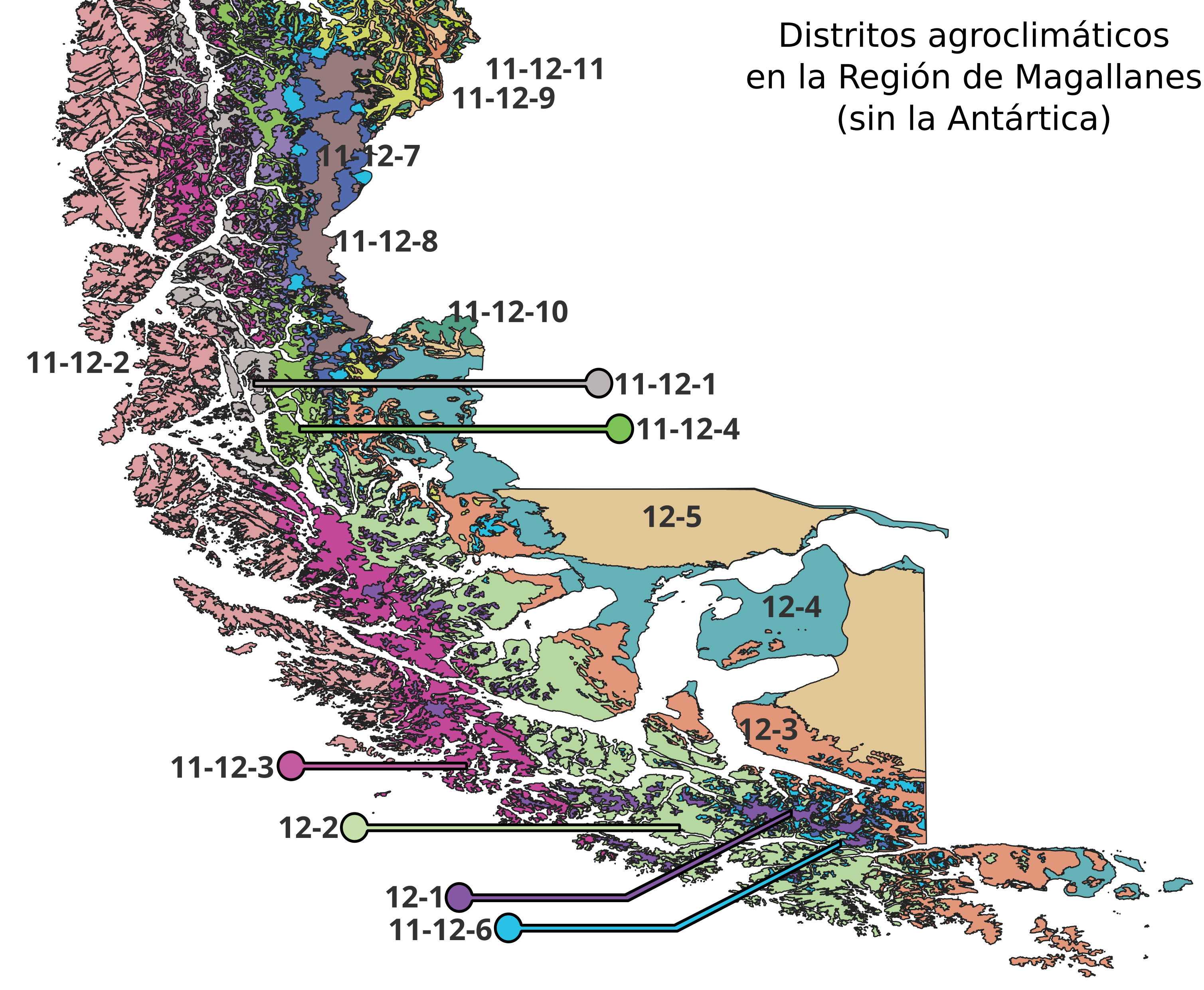
Distritos agroclimáticos en la Región de Magallanes